# Wolfsberg (Gemeinde Zwettl-Niederösterreich)
Wolfsberg ist eine Ortschaft und eine Katastralgemeinde der Stadtgemeinde Zwettl im Bezirk Zwettl in Niederösterreich. Die Ortschaft hat 71 Einwohner (Stand 1. Jänner 2024).

## Geografie
Das Dorf befindet sich südlich der Böhmerwald Straße und nördlich der Landesstraße L8245. Es ist nur über Nebenstraßen zu erreichen. Zur Ortschaft zählen auch der Weiler Siebenwirth und die ehemalige Wolfsmühle an der Sprögnitz, die hier auch die östliche Grenze der Katastralgemeinde bildet.

## Siedlungsentwicklung
Zum Jahreswechsel 1979/1980 befanden sich in der Katastralgemeinde Wolfsberg insgesamt 33 Bauflächen mit 21.163 m² und 40 Gärten auf 29.210 m², 1989/1990 gab es 28 Bauflächen. 1999/2000 war die Zahl der Bauflächen auf 82 angewachsen und 2009/2010 bestanden 40 Gebäude auf 86 Bauflächen.

## Bodennutzung
Die Katastralgemeinde ist landwirtschaftlich geprägt. 203 Hektar wurden zum Jahreswechsel 1979/1980 landwirtschaftlich genutzt und 104 Hektar waren forstwirtschaftlich geführte Waldflächen. 1999/2000 wurde auf 202 Hektar Landwirtschaft betrieben und 108 Hektar waren als forstwirtschaftlich genutzte Flächen ausgewiesen. Ende 2018 waren 199 Hektar als landwirtschaftliche Flächen genutzt und Forstwirtschaft wurde auf 108 Hektar betrieben. Die durchschnittliche Bodenklimazahl von Wolfsberg beträgt 24,8 (Stand 2010).